# James Morrison
James Paige Morrison (Bountiful, Utah, 1954. április 21. –) amerikai színész.

## Élete és pályafutása
Egy Bountiful nevű utahi kisvárosban született. Színházban vállalt szerepeket, ezzel kezdte karrierjét az 1980-as években. Szerepeiért díjat is nyert Los Angelesben. Több színházi produkciót is ő rendezett. Egyik leghíresebb szerepe a 24 CTU vezetője: Bill Buchanan. A sorozatban a 4. évad végén kezdett szerepelni, az 5. és 6. évadban a szerep szerint ő volt a CTU igazgatója. Szerepelni fog a 7. évadban is.
Több híres filmsorozatban is szerepelt, például az X-aktákban, a JAG-ban, és Az elnök embereiben. Az egyetlen című filmben ő játszotta Jet Li legjobb barátját.
Költeményei jelentek meg és mellette jógatanárként is dolgozik hobbiból.

## Filmográfia
- Space: Above and Beyond (1995)
- Freedom (2000)
- Az egyetlen (2001)
- Kapj el, ha tudsz (2002)
- 24 (2005–)